# Lego Los Increíbles
Lego Los Increíbles (título original en inglés, Lego The Incredibles) es un videojuego acción-aventura con temática de LEGO desarrollado por TT Fusion, basado en las películas Los Increíbles y Los Increíbles 2. El juego fue lanzado por Warner Bros. Interactive Entertainment el 15 de junio de 2018 en América del Norte y el 13 de julio de 2018 en Europa. La compañía inglesa Feral Interactive lanzó una versión del juego para sistemas macOS el 21 de noviembre de 2018.

## Jugabilidad
La jugabilidad es muy similar a las anteriores entregas de Lego, con acertijos diseñados para jugadores más jóvenes, varias oleadas de enemigos en la lucha y, por supuesto, dos jugadores de juego cooperativo. El juego permite al jugador controlar a varios superhéroes y villanos por igual de ambas películas, cada uno con sus propias habilidades especiales y superpoderes. Por ejemplo, Mr. Increíble tiene super fuerza e invulnerabilidad, Elasti-Girl puede dar forma a su cuerpo de muchas maneras, Violeta puede volverse invisible y crear campos de fuerza, Dash puede correr a velocidades supersonicas y tiene reflejos mejorados y Jack- Jack tiene una gran y amplia variedad de poderes como en las películas, desde convertirse en una antorcha humana o un monstruo, hasta telequinesis y teletransportación. El juego también incluye varios personajes de Pixar, como Flik de A Bug's Life, Mérida de Brave, Rayo McQueen de Cars y  Woody de Toy Story.
El mundo abierto del juego se desarrolla en dos ciudades ficticias, Municiberg y New Urbem, muy cercanas entre sí. Además de los típicos puzles para los bloques de oro, misiones y desafíos, el juego agrega una nueva característica llamada Crime Wave, donde el jugador viaja a un área específica de una de las ciudades que está bajo el asalto de súper villanos y sus secuaces. El jugador debe completar todas las misiones dadas por las personas en el área para completar la Crime Wave. Por lo general, la búsqueda final se trata de derrotar al súper villano. Hay 10 Crime Waves en total y 5 supervillanos para vencer. 3 están tomadas de las películas: Bomb Voyage, Underminer y Syndrome, mientras que 2 son nuevos personajes originales: Brainfreezer y Anchor-Man.
El juego también tiene un personalizador de personajes complejo similar al de LEGO Marvel Super Heroes 2. Está ubicado dentro de la casa de Edna Moda.

## Recepción
LEGO Los Increíbles recibió críticas "mixtas a la media" de parte de los críticos, según Metacritic, un agregador de reseñas.
La versión de PlayStation 4 recibió un 70 de 100, mientras que la versión de Nintendo Switch recibió un 64 de 100. Push Square le dio al juego 6 de 10 estrellas.